# Survivor 44
Survivor 44 es la cuadragésima cuarta temporada del reality show estadounidense Survivor de la cadena CBS en Estados Unidos y en otra cadena Global en Canadá. La temporada fue filmada en Islas Mamanuca, Fiji, la duodécima temporada consecutiva en ese mismo espacio y mismo país.
La temporada se emitió el 1 de marzo de 2023 y terminó el 24 de mayo del mismo año y por cuarta vez en CBS en Estados Unidos y Global en Canadá, cuando Yamil “YamYam” Arocho fue nombrado ganador de la temporada, encima de Heidi Lagares-Greenblatt y Carolyn Wiger en una votación de 7-1-0. Arocho (el primer residente puertorriqueño en competir) se convirtió en la tercera persona extranjera en ganar el juego después de las canadienses Erika Casupanan de la temporada 41 y Maryanne Oketch de la temporada 42.

## Programa

### Desarrollo
Tanto CBS renovó Survivor para sus temporadas cuadragésima tercera y cuadragésima cuarta el 9 de marzo de 2022. Como cada temporada desde la temporada 41, Survivor 44 cuenta con 26 días de juego, enfrentando a dieciocho concursantes entre sí en tres tribus iniciales. El rodaje comenzó el 5 de junio de 2022 y concluyó el 30 de junio de 2022.

## Equipo del programa
- Presentador: Jeff Probst lidera los desafíos grupales, individuales y los consejos tribales.

## Concursantes
El elenco estuvo compuesto por 18 nuevos jugadores, divididos en dos tribus: Ratu, Soka y Tika, que contiene seis miembros cada uno. El nombre de la tribu fusionada es Va Va, un nombre acuñado por el concursante y eventual ganador de la temporada Yamil “YamYam” Arocho (el primer residente puertorriqueño en competir) del término fiyiano va, que significa "cuatro" (Va Va es 4-4, al igual que Survivor 44). Entre los concursantes también se encuentra el ex fullback de los Seattle Seahawks, Brandon Cottom.
| Concursante                                          | Tribu Original | Tribu Mezclada                       |                     | Tribu Fusionada            | Resultado final                               | Votos |
| ---------------------------------------------------- | -------------- | ------------------------------------ | ------------------- | -------------------------- | --------------------------------------------- | ----- |
| Yamil “Yam Yam” Arocho 36, San Juan, M.A.S.J.B.      | Tika           | Tika                                 | N/A                 | Va Va                      | Único Sobreviviente                           | 6     |
| Heidi Lagares-Greenblatt 43, Pittsburgh, Pensilvania | Soka           | Soka                                 | N/A                 | Va Va                      | Finalista                                     | 8     |
| Carolyn Wiger 35, Hugo, Minnesota                    | Tika           | Tika                                 | N/A                 | Va Va                      | Finalista                                     | 3     |
| Carson Garrett 20, Atlanta, Georgia                  | Tika           | Ratu                                 | N/A                 | Va Va                      | Eliminado 8.vo Miembro del jurado Día 25      | 0     |
| Lauren Harpe 31, Mont Belvieu, Texas                 | Ratu           | Ratu                                 | N/A                 | Va Va                      | 12.ª Eliminada 7.mo Miembro del jurado Día 24 | 3     |
| Jaime Lynn Ruiz 35, Mesa, Arizona                    | Ratu           | Soka                                 | N/A                 | Va Va                      | 11.ª Eliminada 6.to Miembro del jurado Día 23 | 5     |
| Danny Massa 32, Bronx, New York                      | Soka           | Soka                                 | N/A                 | Va Va                      | 10.° Eliminado 5.to Miembro del jurado Día 21 | 5     |
| Frannie Marin 23, Cambridge, Massachusetts           | Soka           | Soka                                 | N/A                 | Va Va                      | 9.ª Eliminada 4.to Miembro del jurado Día 19  | 5     |
| Kane Fritzler 25, Saskatoon, Saskatchewan            | Ratu           | Ratu                                 | N/A                 | Va Va                      | 8.° Eliminado 3.er Miembro del jurado Día 17  | 6     |
| Brandon Cottom 30, Newtown, Pensilvania              | Ratu           | Ratu                                 | N/A                 | Va Va                      | 7.° Eliminado 2.do Miembro del jurado Día 15  | 4     |
| Matt Blankinship 27, San Francisco, California       | Soka           | Soka                                 | N/A                 | Va Va                      | 6.° Eliminado 1.er Miembro del jurado Día 14  | 3     |
| Josh Wilder 34, Atlanta, Georgia                     | Soka           | Tika                                 | N/A                 |                            | 5.° Eliminado Día 13                          | 7     |
| Matthew Grinstead-Mayle 43, Columbus, Ohio           | Ratu           | Ratu                                 |                     | Abandono por lesión Día 11 | 0                                             |       |
| Sarah Wade 27, Chicago, Ilionis                      | Tika           | Tika                                 | 4.ª Eliminada Día 9 | 2                          |                                               |       |
| Claire Rafson 25, Brooklyn, New York                 | Soka           |                                      | 3.ª Eliminada Día 7 | 4                          |                                               |       |
| Helen Li 29, San Francisco, California               | Tika           | 2.ª Eliminada Día 5                  | 3                   |                            |                                               |       |
| Maddy Pomilla 28, Brooklyn, New York                 | Ratu           | 1.ª Eliminada Día 3                  | 1                   |                            |                                               |       |
| Bruce Perreault 46, Warwick, Rhode Island            | Tika           | Evacuado por emergencia médica Día 1 | 0                   |                            |                                               |       |

1. ↑  Al comienzo de la fase individual del juego en el Día 12, los náufragos tenían que ganarse su lugar en la tribu fusionada ganando inmunidad o sobreviviendo al Consejo Tribal del Día 13.

## Desarrollo
| Episodio                     | Fecha de emisión    | Ganadores de los desafíos                      | Ganadores de los desafíos                      | Eliminado(a) | Final                                         |
| Episodio                     | Fecha de emisión    | Recompensa                                     | Inmunidad                                      | Eliminado(a) | Final                                         |
| ---------------------------- | ------------------- | ---------------------------------------------- | ---------------------------------------------- | ------------ | --------------------------------------------- |
| "I Can't Wait to See Jeff"   | 1 de marzo de 2023  | Soka                                           | N/A                                            | Bruce        | Evacuado por emergencia médica Día 1          |
| "I Can't Wait to See Jeff"   | 1 de marzo de 2023  | N/A                                            | Soka                                           | Maddy        | 1.ª Eliminada Día 3                           |
| "I Can't Wait to See Jeff"   | 1 de marzo de 2023  | N/A                                            | Tika                                           | Maddy        | 1.ª Eliminada Día 3                           |
| "Two Dorky Magnets"          | 8 de marzo de 2023  | Ratu                                           | Ratu                                           | Helen        | 2.ª Eliminada Día 5                           |
| "Two Dorky Magnets"          | 8 de marzo de 2023  | Soka                                           |                                                | Helen        | 2.ª Eliminada Día 5                           |
| "Sneaky Little Snake"        | 15 de marzo de 2023 | Ratu                                           | Ratu                                           | Claire       | 3.ª Eliminada Día 7                           |
| "Sneaky Little Snake"        | 15 de marzo de 2023 | Tika                                           |                                                | Claire       | 3.ª Eliminada Día 7                           |
| "I'm Felicia"                | 22 de marzo de 2023 | Soka                                           | Soka                                           | Sarah        | 4.ª Eliminada Día 9                           |
| "I'm Felicia"                | 22 de marzo de 2023 | Ratu                                           | Ratu                                           | Sarah        | 4.ª Eliminada Día 9                           |
| "The Third Turd"             | 29 de marzo de 2023 | N/A                                            | Ratu                                           | Matthew      | Abandono por lesión Día 11                    |
| "The Third Turd"             | 29 de marzo de 2023 | N/A                                            | Soka                                           | Matthew      | Abandono por lesión Día 11                    |
| "Survivor with a Capital S"  | 5 de abril de 2023  | Brandon, Carolyn, Carson, Frannie, Jaime, Matt | Brandon, Carolyn, Carson, Frannie, Jaime, Matt | Josh         | 5.° Eliminado Día 13                          |
| "Let's Not Be Cute About It" | 12 de abril de 2023 | Frannie [Carolyn, Carson, Danny, Heidi, Kane]  | Frannie [Carolyn, Carson, Danny, Heidi, Kane]  | Matt         | 6° Eliminado 1.er Miembro del jurado Día 14   |
| "Let's Not Be Cute About It" | 12 de abril de 2023 | Brandon                                        |                                                | Matt         | 6° Eliminado 1.er Miembro del jurado Día 14   |
| "Don't Get Cocky, Kid"       | 19 de abril de 2023 | N/A                                            | Lauren                                         | Brandon      | 7° Eliminado 2.do Miembro del jurado Día 15   |
| "Under the Wing of a Dragon" | 26 de abril de 2023 | N/A                                            | Frannie                                        | Kane         | 8° Eliminado 3.er Miembro del jurado Día 17   |
| "Full Tilt Boogie"           | 3 de mayo de 2023   | Frannie [Carolyn, Heidi, Lauren]               | Carson                                         | Frannie      | 9.ª Eliminada 4.to Miembro del jurado Día 19  |
| "I'm Not Worthy"             | 10 de mayo de 2023  | N/A                                            | YamYam                                         | Danny        | 10.° Eliminado 5.to Miembro del jurado Día 21 |
| "I'm the Bandit"             | 17 de mayo de 2023  | Carson, Lauren, YamYam                         | Carson                                         | Jaime        | 11.ª Eliminada 6.to Miembro del jurado Día 23 |
| "Absolute Banger Season"     | 24 de mayo de 2023  | Carson [YamYam]                                | Carson                                         | Lauren       | 12.ª Eliminada 7.mo Miembro del jurado Día 24 |
| "Absolute Banger Season"     | 24 de mayo de 2023  | N/A                                            | Heidi [Carolyn, YamYam]                        | Carson       | Eliminado 8.vo Miembro del jurado Día 25      |
| "Absolute Banger Season"     | 24 de mayo de 2023  | Voto del jurado                                |                                                |              |                                               |
| "Absolute Banger Season"     | 24 de mayo de 2023  | Carolyn                                        | Finalista                                      |              |                                               |
| "Absolute Banger Season"     | 24 de mayo de 2023  | Heidi                                          | Finalista                                      |              |                                               |
| "Absolute Banger Season"     | 24 de mayo de 2023  | YamYam                                         | Único Sobreviviente                            |              |                                               |

## Votos del «Consejo Tribal»
|             |             |             | Tribus Originales | Tribus Originales | Tribus Originales | Tribus Originales | Tribus Mezcladas | Tribus Mezcladas | N/A    | Tribu Fusionada | Tribu Fusionada | Tribu Fusionada | Tribu Fusionada | Tribu Fusionada | Tribu Fusionada | Tribu Fusionada | Tribu Fusionada |
| ----------- | ----------- | ----------- | ----------------- | ----------------- | ----------------- | ----------------- | ---------------- | ---------------- | ------ | --------------- | --------------- | --------------- | --------------- | --------------- | --------------- | --------------- | --------------- |
| Episodio #: | Episodio #: | Episodio #: | 1                 | 1                 | 2                 | 3                 | 4                | 5                | 6      | 7               | 8               | 9               | 10              | 11              | 12              | 13              | 13              |
| Día #       | Día #       | Día #       | 1                 | 3                 | 5                 | 7                 | 9                | 11               | 13     | 14              | 15              | 17              | 19              | 21              | 23              | 24              | 25              |
| Eliminados: | Eliminados: | Eliminados: | Bruce             | Maddy             | Helen             | Claire            | Sarah            | Matthew          | Josh   | Matt            | Brandon         | Kane            | Frannie         | Danny           | Jaime           | Lauren          | Carson          |
| Votos:      | Votos:      | Votos:      | Evacuado          | 1-0               | 3-1               | 4-0               | 2-0              | Abandona         | 7-3-1  | 3-2             | 4-0             | 5-3-1-1         | 5-2-1           | 3-2-0           | 4-2             | 3-1-1           | Desafío         |
|             |             | YamYam      |                   |                   | Helen             |                   | Josh             |                  | Josh   | Matt            | Frannie         | Kane            | Frannie         | Danny           | Jaime           | Heidi           | A Salvo         |
|             |             | Heidi       |                   |                   |                   | Claire            |                  |                  | Josh   | Inmune          | Brandon         | Kane            | Danny           | Carson          | Jaime           | Lauren          | Ganó            |
|             |             | Carolyn     |                   |                   | Helen             |                   | Sarah            |                  | Kane   | Inmune          | Brandon         | Kane            | Heidi           | Danny           | Jaime           | Lauren          | A Salvo         |
|             |             | Carson      |                   |                   | Helen             |                   |                  |                  | Josh   | Inmune          | Frannie         | Kane            | Frannie         | Danny           | Jaime           | Lauren          | Perdió          |
|             |             | Lauren      |                   | Nadie             |                   |                   |                  |                  | Josh   | YamYam          | Frannie         | Heidi           | Frannie         | Heidi           | Carolyn         | YamYam          |                 |
|             |             | Jaime       |                   | Nadie             |                   |                   |                  |                  | Josh   | Matt            | Frannie         | Heidi (x2)      | Frannie         | Heidi           | Carolyn         |                 |                 |
|             |             | Danny       |                   |                   |                   | Claire            |                  |                  | Josh   | Inmune          | Brandon         | Kane            | Frannie         | Carson          |                 |                 |                 |
|             |             | Frannie     |                   |                   |                   | Claire            |                  |                  | Josh   | Inmune          | Brandon         | Jaime           | Heidi           |                 |                 |                 |                 |
|             |             | Kane        |                   | Brandon           |                   |                   |                  |                  | YamYam | Inmune          | Frannie         | Danny           |                 |                 |                 |                 |                 |
|             |             | Brandon     |                   | Maddy             |                   |                   |                  |                  | YamYam | Matt            | Frannie         |                 |                 |                 |                 |                 |                 |
|             |             | Matt        |                   |                   |                   | Nadie             |                  |                  | Nadie  | YamYam          |                 |                 |                 |                 |                 |                 |                 |
|             |             | Josh        |                   |                   |                   | Claire            | Sarah            |                  | YamYam |                 |                 |                 |                 |                 |                 |                 |                 |
|             | Matthew     | Matthew     |                   | Nadie             |                   |                   |                  |                  |        |                 |                 |                 |                 |                 |                 |                 |                 |
|             | Sarah       | Sarah       |                   |                   | Nadie             |                   | Josh             |                  |        |                 |                 |                 |                 |                 |                 |                 |                 |
| Claire      | Claire      | Claire      |                   |                   |                   | Nadie             |                  |                  |        |                 |                 |                 |                 |                 |                 |                 |                 |
| Helen       | Helen       | Helen       |                   |                   | Carolyn           |                   |                  |                  |        |                 |                 |                 |                 |                 |                 |                 |                 |
| Maddy       | Maddy       | Maddy       |                   | Brandon           |                   |                   |                  |                  |        |                 |                 |                 |                 |                 |                 |                 |                 |
| Bruce       |             |             |                   |                   |                   |                   |                  |                  |        |                 |                 |                 |                 |                 |                 |                 |                 |

| Votación del jurado | Votación del jurado | Votación del jurado | Votación del jurado |
| ------------------- | ------------------- | ------------------- | ------------------- |
| Finalistas:         | Carolyn 0/8 votos   | YamYam 7/8 votos    | Heidi 1/8 votos     |
| Jurado              | Votos               | Votos               | Votos               |
| Carson              |                     | YamYam              |                     |
| Lauren              |                     | YamYam              |                     |
| Jaime               |                     | YamYam              |                     |
| Danny               |                     |                     | Heidi               |
| Frannie             |                     | YamYam              |                     |
| Kane                |                     | YamYam              |                     |
| Brandon             |                     | YamYam              |                     |
| Matt                |                     | YamYam              |                     |

Notas
1. ↑  Carson no participó en el desafío después de elegir alguna que otra piedra, pero adivinó correctamente el equipo ganador y, como resultado, también ganó inmunidad y recompensa.
2. ↑  Además de la inmunidad, Carson ganó una recompensa para él y otro de su elección y eligió a YamYam.
3. 1 2 3 4 5 6  Por ganar el desafío de inmunidad final, Heidi tuvo que asignar inmunidad adicional a otro jugador, y los dos restantes compitieron en un desafío para hacer fuego para determinar el tercer finalista; Heidi decidió renunciar a su inmunidad para salvar a Carolyn y YamYam, y compitió contra Carson en el desafío de hacer fuego.
4. ↑  Brandon usó su ídolo de inmunidad oculto en él, por lo tanto, dos votos contra Brandon no fueron contados.
5. ↑  Josh usó su ídolo de inmunidad oculto en él, por lo tanto, dos votos contra Josh no fueron contados.
6. ↑  Danny usó su ídolo de inmunidad oculto en Frannie, por lo tanto, seis votos contra Frannie no fueron contados.
7. ↑  Jaime uso su Ventaja Secreta la cual requería de votos extra, lo que le permitió emitir dos votos.
8. ↑  Carolyn usó su ídolo de inmunidad oculto en Carson, por lo tanto, dos votos contra Carson no fueron contados.
9. 1 2 3 4 5 6  Los jugadores que ganaron la inmunidad en el Día 14 no fueron elegibles para votar en el Consejo Tribal de esa noche.
10. ↑  Este/a jugador/a usó una ventaja de Banca Tu Voto y, como resultado, aplazó la votación de esa noche a otro Consejo Tribal.
11. ↑  Heidi uso su Ventaja de Controlar un voto la cual permitió seleccionar a uno de los cinco jugadores que votaban en el Consejo Tribal y obligarlos a votar por quien quisiera. Heidi eligió controlar el voto de Lauren y le instruyó que votara por YamYam.
12. 1 2 3  Este/a jugador/a jugó el Shot in the Dark, y como resultado, tuvo que sacrificar el voto de esa noche.
13. 1 2 3  Este jugador perdió su votación intentando obtener una ventaja.

### Apariciones futuras
Bruce Perreault regresó para la temporada siguiente, Survivor 45, quedó en la tribu de Belo y quedó 8.º y como 4.to Miembro del jurado.

## Recepción crítica y controversia
Survivor 44 recibió críticas positivas; Los elogios se dirigieron hacia el elenco, su camaradería y el nivel de juego estratégico, mientras que algunas críticas se dirigieron hacia la abundancia de giros y ventajas en la parte previa a la fusión de la temporada, así como la previsibilidad de la parte posterior a la fusión. Dalton Ross, de Entertainment Weekly, clasificó esta temporada en el puesto 20 de 44, elogiando al elenco, particularmente a Carolyn y Yam Yam por ser "un gran personaje de todos los tiempos" y "uno de los narradores más deliciosamente divertidos en la historia del programa" respectivamente, pero criticó la temporada por carecer de "movimientos asombrosos o momentos en el camino que se destacaran". El "Purple Rock Podcast" clasificó esta temporada en el puesto 11 de 44, afirmando que el elenco de la temporada "vino a jugar" y que la temporada tiene "algo para muchos tipos diferentes de fanáticos de Survivor: estrategia, comedia, romance y arcos narrativos satisfactorios". Aunque Andy Dehnart de Reality Blurred criticó la temporada por tener "algunas decisiones lamentables y episodios frustrantes", elogió al elenco y su jugabilidad, que afirma es "lo mejor que podemos pedir en esta nueva era". Martin Holmes de Inside Survivor tenía sentimientos encontrados hacia la temporada. Aunque elogió a los tres de Tika y su arco a lo largo de la temporada, también criticó que la sobreexposición de dicha alianza "resultó en brechas en la narrativa y quitó el impacto emocional y la inversión cuando se trataba de las eliminaciones de esos jugadores". También vio el final como predecible, afirmando que salió "más o menos como se esperaba, con muy pocas sorpresas".